# Telenor

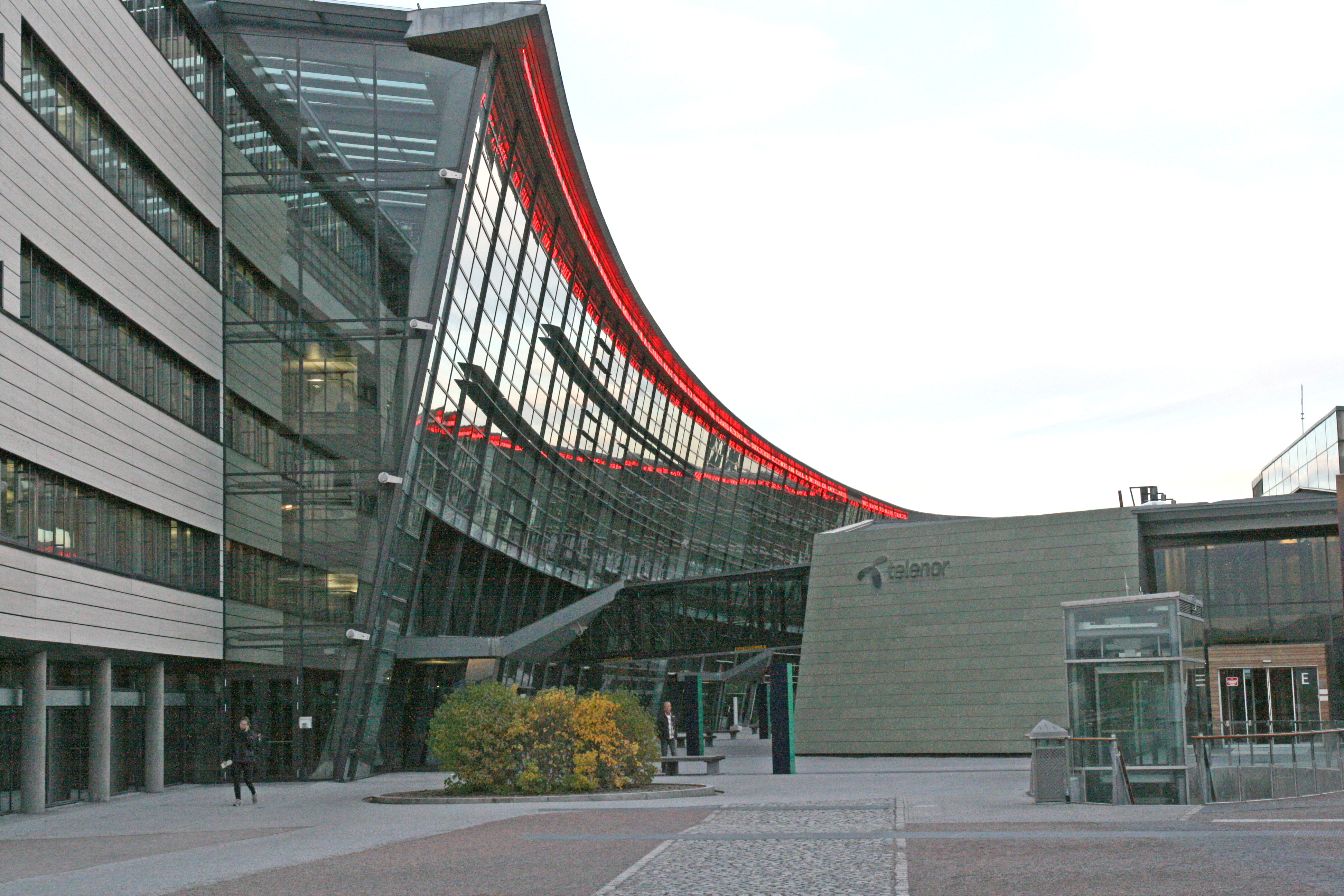
Le siège de Telenor.

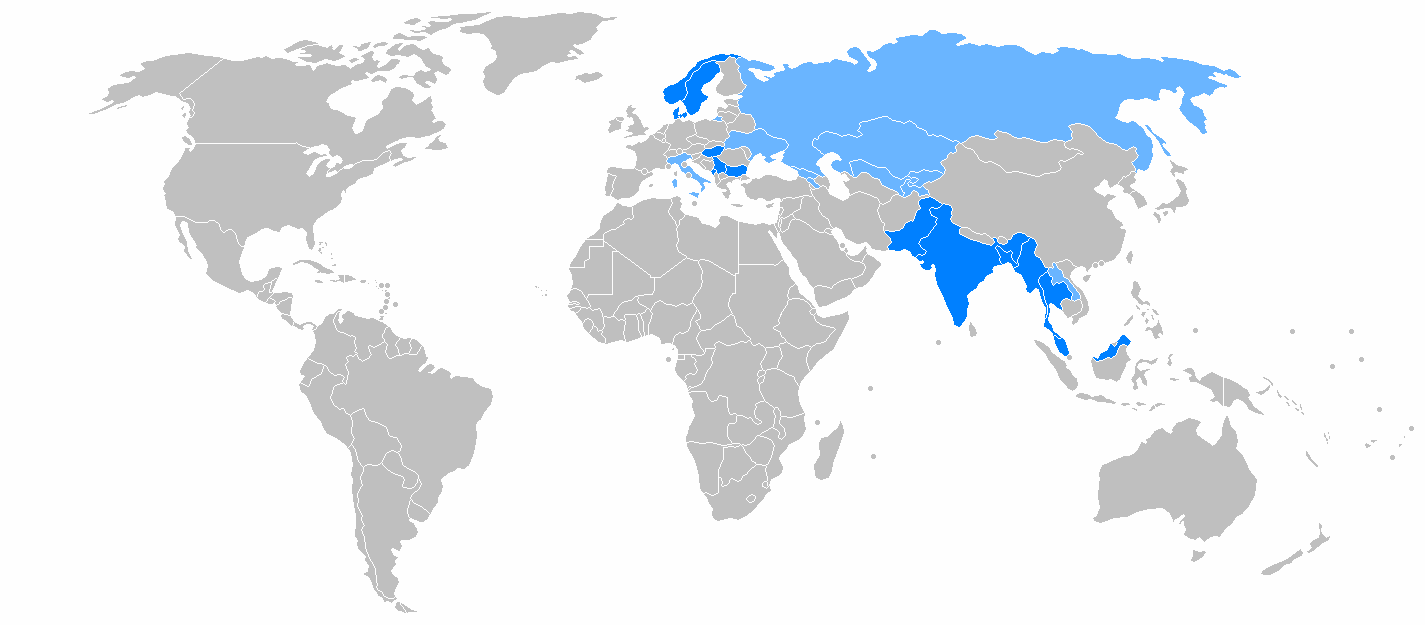
Implantation mondiale de Telenor, au troisième trimestre 2015

Telenor ASA est la plus grande entreprise norvégienne de télécommunications, le groupe est implanté sur 13 marchés de téléphonie mobile dans le monde et dessert plus de 200 millions de clients, ce qui en fait l'un des douze premiers opérateurs mondiaux du secteur.

## Métier
Telenor domine le marché norvégien avec environ 3,3 millions de lignes fixes. L'entreprise compte plus de 3 millions de clients en téléphonie mobile en Norvège et possède des participations dans 13 pays à l'extérieur du pays, soit 196 millions de clients au total. Telenor est également le fournisseur d'accès à Internet de 900 000 personnes en Norvège. Elle fournit aussi la télévision par satellite et par câble à 2,4 millions d'abonnés.

## Histoire
Le 3 avril 2009, Telenor est condamné en appel à payer 1,7 milliard de dollars de réparations à l'actionnaire minoritaire russe Farimex Products, pour avoir retardé l'entrée de l'opérateur russe Vimpelcom sur le marché ukrainien. La justice russe a saisi en mars la part de quelque 30 % qu'il détient dans Vimpelcom, une part dont la valeur correspond à peu près la somme exigée.
En avril 2013, Telenor acquiert l'entreprise bulgare Globul détenue par OTE pour 717 millions d'euros.
En octobre 2013, Telenor acquiert les activités fibres optiques et câbles de Tele2 en Suède, qui concerne 400 000 foyers, pour 775 millions de couronnes, soit 112 millions de dollars.
En décembre 2014, TeliaSonera et Telenor annoncent la fusion de leur activité au Danemark via une coentreprise. En septembre 2015, TeliaSonera et Telenor annoncent l'abandon de leur projet de coentreprise à la suite des discussions avec la Commission européenne.
En octobre 2015, Telenor annonce son intention de vendre sa participation de 33 % dans Vimpelcom. Ainsi en avril 2017, Telenor annonce la vente de 4 % de Vimpelcom pour ne détenir plus que 19,7 % de ce dernier.
En février 2017, Telenor annonce la vente de ses activités en Inde à Airtel pour un montant non dévoilé. En mars 2018, Telenor annonce la vente de ses activités en Hongrie, Bulgarie, Monténégro et Serbie,  activités qui regroupe 3 300 salariés pour 9 millions de clients, pour 2,8 milliards d'euros à  PPF Group.
En avril 2019, Telenor annonce l'acquisition d'une participation majoritaire de 54 % dans l'opérateur téléphonique finlandais DNA pour 1,5 milliard d'euros.
En avril 2021, Axiata et Telenor annoncent être en discussion pour regrouper leur activité en Malaisie à savoir respectivement leur filiale Celcom et DiGi, pour créer un nouvel ensemble nommé Celcom Digi.
En septembre 2021, Telenor vend ses activités en Birmanie au fonds d'investissement M1 pour 105 millions de dollars.
En novembre 2021, Telenor et Charoen Pokphand annoncent la fusion de leur activité d'opérateur téléphonique en Thaïlande, créant un nouvel ensemble détenu à près d'un tiers par chacun des deux.
En octobre 2022, Telenor annonce la vente d'une participation de 30 % dans sa filiale de fibre optique pour 1 milliard de dollars.

## Présence mondiale
Telenor Group intervient sur 13 marchés de téléphonie mobile en Europe et en Asie avec 196 millions d'abonnés. 
| Pays Marchés                                    | Opérateurs        | Participation | Clients mobiles (millions) | Rang   |        |
| Europe                                          | Europe            | Europe        | Europe                     | Europe | Europe |
| ----------------------------------------------- | ----------------- | ------------- | -------------------------- | ------ | ------ |
| Norvège                                         | Telenor Norway    | 100 %         | 3,190                      | 1/4    |        |
| Suède                                           | Telenor Sweden    | 100 %         | 2,504                      | 3/5    |        |
| Finlande                                        | DNA Oyj           | 97.87 %       |                            |        |        |
| Danemark                                        | Telenor Denmark   | 100 %         | 2,004                      | 2/5    |        |
| Asie                                            |                   |               |                            |        |        |
| Thaïlande                                       | dtac              | 42,61 %       | 24,851                     | 2/5    |        |
| Malaisie                                        | DiGi              | 49 %          | 11,675                     | 3/9    |        |
| Pakistan                                        | Telenor Pakistan  | 100 %         | 33,244                     | 2/5    |        |
| Bangladesh                                      | Grameenphone      | 55,8 %        | 55,511                     | 1/6    |        |
| Autres unités                                   |                   |               |                            |        |        |
| Diffusion                                       | Telenor Broadcast |               |                            |        |        |
| 14 pays                                         | Vimpelcom         | 19 %          | 217                        | 7e     |        |
| Sources: Telenor Global Presence, Wikipedia(en) |                   |               |                            |        |        |